# 17098 Ikedamai
A 17098 Ikedamai (ideiglenes jelöléssel 1999 JE34) a Naprendszer kisbolygóövében található aszteroida. A LINEAR projekt keretében fedezték fel 1999. május 10-én.